# Sociedad de Fomento Rural de Colonia Suiza
La Sociedad de Fomento Rural de Colonia Suiza (sfrcs, por sus siglas), conocida localmente como Sociedad de Fomento, es una asociación civil uruguaya sin ánimo de lucro fundada en 1915 con el objetivo de proveer a sus afiliados de insumos y servicios agropecuarios. Ubicada en la ciudad de Nueva Helvecia, tiene gran protagonismo económico en toda la zona este del departamento de Colonia.
La Sociedad de Fomento se fundó el 12 de septiembre de 1915. Su asamblea fundacional se llevó a cabo en las instalaciones locales de AFE; su primera comisión directiva la integraron Guillermo Greising, Federico Gilomén, Juan Werner Berger, Teodoro Greising, Juan Mischler, Juan Cedros y Juan F. Viñas. Por carecer de local comercial, en principio y hasta 1967 sus asambleas debieron llevarse a cabo en los domicilios particulares de sus directivos o en instalaciones de otras instituciones. Entre los años 1967 y 1969, desarrolló su actividad en locales arrendados; en 1970 adquiere un predio en el que permaneció hasta 1993, cuando se traslada al local en el que funciona hasta hoy.
Comenzó sus actividades con la comercialización de granos y otros productos entre sus socios fundadores. Luego se convirtió en un gran canal de salida para la producción pecuaria de la región. En 2002, a pesar de la crisis económica de ese año, se mejora la infraestructura con la construcción de un importante depósito de insumos agropecuarios, lo que llevó a un crecimiento sostenido de la Sociedad desde entonces.
La Sociedad de Fomento cuenta con dos áreas de servicios principales: una agroveterianaria para el asesoramiento permanente a través de un equipo de profesionales vinculados al sector agropecuario y veterinario, y un supermercado.